# Майоран (епископ Асти)
Майоран (иногда Майориан; лат. Maioranus; V век) — епископ Асти во второй половине V века.

## Биография
Майоран был главой Астийской епархии во второй половине V века. Предыдущим известным епископом города Асти был живший в середине того века Пастор.
Единственный современный Майорану документ — акты церковного собора, проведённого по инициативе папы Гилария в 465 году в Риме. В них подпись Майорана Астийского стоит шестнадцатой (из сорока восьми) между подписями епископов Евсевием Сиенским и Юстом Фаэнцским. Это свидетельствует о том, что Майоран уже находился на епископской кафедре города Асти некоторое время, так как тогда под церковными актами подписи располагались в соответствии с продолжительностью управления иерархами своими епархиями.
О главах Астийской епархии в течение следующих ста лет сведений не сохранилось. В составленных в XVII—XVIII веках списках местных епископов преемниками Майорана упоминаются Ландульф (в 491 году), Евсевий (в 533 году) и Руф (в 571 году), но все свидетельства о них недостоверны. Следующим после Майорана достоверно известным епископом Асти был живший во второй половине VI века Секунд.